# Zuzanna Cieślar
Zuzanna Cieślar (8 de noviembre de 2000) es una deportista polaca que compite en esgrima, especialista en la modalidad de sable.
Ganó una medalla de plata en el Campeonato Mundial de Esgrima de 2025 y tres medallas en el Campeonato Europeo de Esgrima entre los años 2022 y 2025.

## Palmarés internacional
| Campeonato Mundial | Campeonato Mundial | Campeonato Mundial | Campeonato Mundial |
| Año                | Lugar              | Medalla            | Prueba             |
| ------------------ | ------------------ | ------------------ | ------------------ |
| 2025               | Tiflis (Georgia)   | Medalla de plata   | Espada individual  |
| Campeonato Europeo |                    |                    |                    |
| Año                | Lugar              | Medalla            | Prueba             |
| 2022               | Antalya (Turquía)  | Medalla de bronce  | Sable individual   |
| 2024               | Basilea (Suiza)    | Medalla de bronce  | Sable individual   |
| 2025               | Génova (Italia)    | Medalla de plata   | Sable por equipos  |